# Procuradoria-Regional da Fazenda Nacional na 1ª. Região
Procuradoria-Regional da Fazenda Nacional na 1ª. Região (PRFN-1ªR) é a unidade descentralizada da Procuradoria-Geral da Fazenda Nacional sediada em Brasília.
Realiza a representação judicial da União em matéria tributária, perante o Tribunal Regional Federal da 1.ª Região, o Tribunal Regional do Trabalho da 10.ª Região, o Tribunal de Justiça do Distrito Federal e dos Territórios, o Tribunal Regional Eleitoral do Distrito Federal, na Justiça Federal da seção judiciária do Distrito Federal, nas 1ª e 2ª instâncias..
Além disso, realiza a cobrança judicial (execução fiscal) da Dívida Ativa da União na sua área de atribuição, analisa e concede parcelamentos de débitos tributários federais inscritos em Dívida Ativa, bem como representa a União perante os juízos falimentares de Brasília. Seu atual titular é Cristina Luisa Hedler e seus substitutos, Iêda Aparecida de Moura Cagni e Adriano Oliveira Chaves.
No âmbito administrativo, presta consultoria aos órgãos do Ministério da Fazenda sediados em Brasília.